# Loch Lochy
Loch Lochy (Schots-Gaelisch: Loch Lochaidh) is een groot meer in Schotland. Met een gemiddelde diepte van 70 meter is Loch Lochy het op twee na diepste meer van Schotland. Het is ongeveer 16 kilometer lang en 1 kilometer breed.
Loch Lochy is gelegen in het Great Glen (het grote dal), een dal dat ontstaan is omdat het de breuklijn is tussen twee aardplaten (die in tegengestelde richtingen aan elkaar bewegen). Het meer vormt samen met enige andere meren en een in het zuidwesten gelegen sluizenstelsel (Neptune's Staircase) het Caledonisch Kanaal. Het gebied ten noorden van het meer, dat een onderdeel is van de Schotse Hooglanden, was voor de continentverschuiving een deel van het Amerikaanse continent.